# بیلی انگل
بیلی اِنگل (انگلیسی: Billy Engle؛ ۲۸ مه ۱۸۸۹ – ۲۸ نوامبر ۱۹۶۶) بازیگر اهل ایالات متحده آمریکا بود.
از فیلم‌هایی که وی در آن‌ها نقش داشته‌است، می‌توان به شبح طلا، محموله ویژه، جویندگان طلا، ماسه‌های سوزان، هزینه پست، زب در مقابل پاپریکا، نزدیک دوبلین، روپرت اهل هی ها، فضاهای کاملاً باز، در یک شب اتفاق افتاد، خانم مینی‌ور، بهترین سال‌های زندگی ما و این یک هدیه‌ست اشاره نمود.